# Mattia Bellini
Pour les articles homonymes, voir Bellini.

a Compétitions nationales et continentales officielles uniquement.

b Matchs officiels uniquement.
Dernière mise à jour le 24 février 2020.
Mattia Bellini, né le 8 février 1994 à Padoue, en Italie, est un joueur international italien de rugby à XV évoluant au poste d'ailier.
Egalement international à sept, il a notamment évolué au poste de demi d'ouverture lors des Seven's Grand Prix Series.